# Karboksysomy

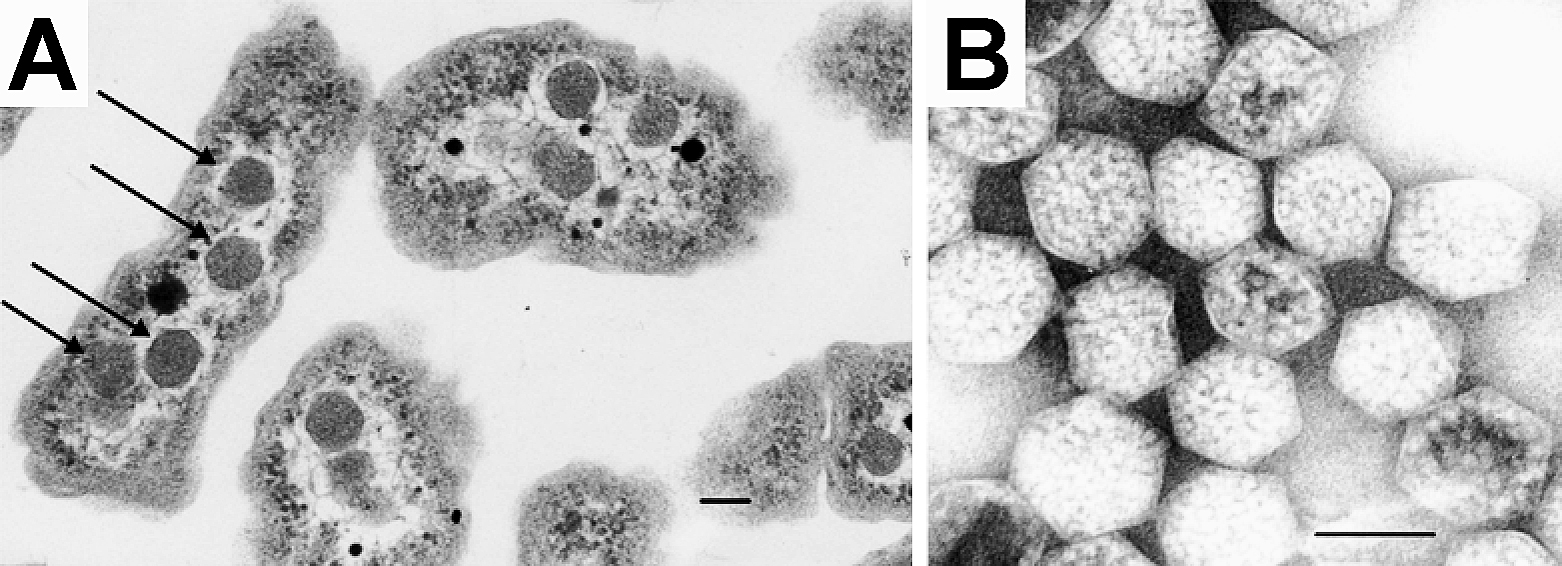
Zdjęcia Halothiobacillus neapolitanus wykonane mikroskopem elektronowym. A – zdjęcie komórki zawierającej karboksysomy. B – wyizolowane karboksysomy. Pasek skali ma długość 100 nm.

Karboksysomy – struktury występujące u niektórych bakterii wiążących dwutlenek węgla (CO
2), przeprowadzających fotosyntezę lub chemosyntezę. Wewnątrz struktur znajdują się enzymy odpowiedzialne za asymilację węgla. Do struktur tych aktywnie transportowane są jony wodorowęglanowe (HCO−
3), które następnie ulegają przekształceniu do CO
2 przez obecną w karboksysomach anhydrazę węglanową, w efekcie dochodzi do lokalnego wzrostu stężenia CO
2 i zwiększenia wydajności reakcji karboksylacji przeprowadzanej przez enzym Rubisco. Reakcja karboksylacji jest reakcją ograniczającą zachodzenie cyklu Calvina. Karboksysomy mają kształt wielościanów o średnicy od 80 do 140 nm i zbudowane są z białka.
Struktury zostały znalezione u wszystkich sinic i wielu bakterii chemosyntetyzujących, u których dochodzi do asymilacji węgla.
Białka tworzące karboksysomy należą do szerszej grupy białek tworzących mikrokompartamenty o różnych funkcjach, lecz zbliżonej strukturze opartej na dwóch rodzinach białek budujących otoczkę.

## Odkrycie
Karboksysomy zostały po raz pierwszy zaobserwowane w komórkach sinicy Phormidium uncinatum w roku 1956. Na początku lat sześćdziesiątych XX wieku podobne struktury zostały dostrzeżone także u innych sinic. Obserwowane obiekty zostały nazwane w roku 1961 "ciałkami wielościennymi", a w kolejnych latach odkryto ich istnienie również u niektórych bakterii chemoautotroficznych, wiążących dwutlenek węgla (np. Halothiobacillus, Acidithiobacillus, Nitrobacter oraz Nitrococcus).
Zostały wyizolowane i oczyszczone z Thiobacillus neapolitanus w roku 1973. Wtedy stwierdzono, że zawierają wewnątrz enzym Rubisco. Na podstawie badań ustalono, że organella biorą udział w asymilacji węgla, co stało się podstawa do nadania stosowanej nazwy.

## Budowa

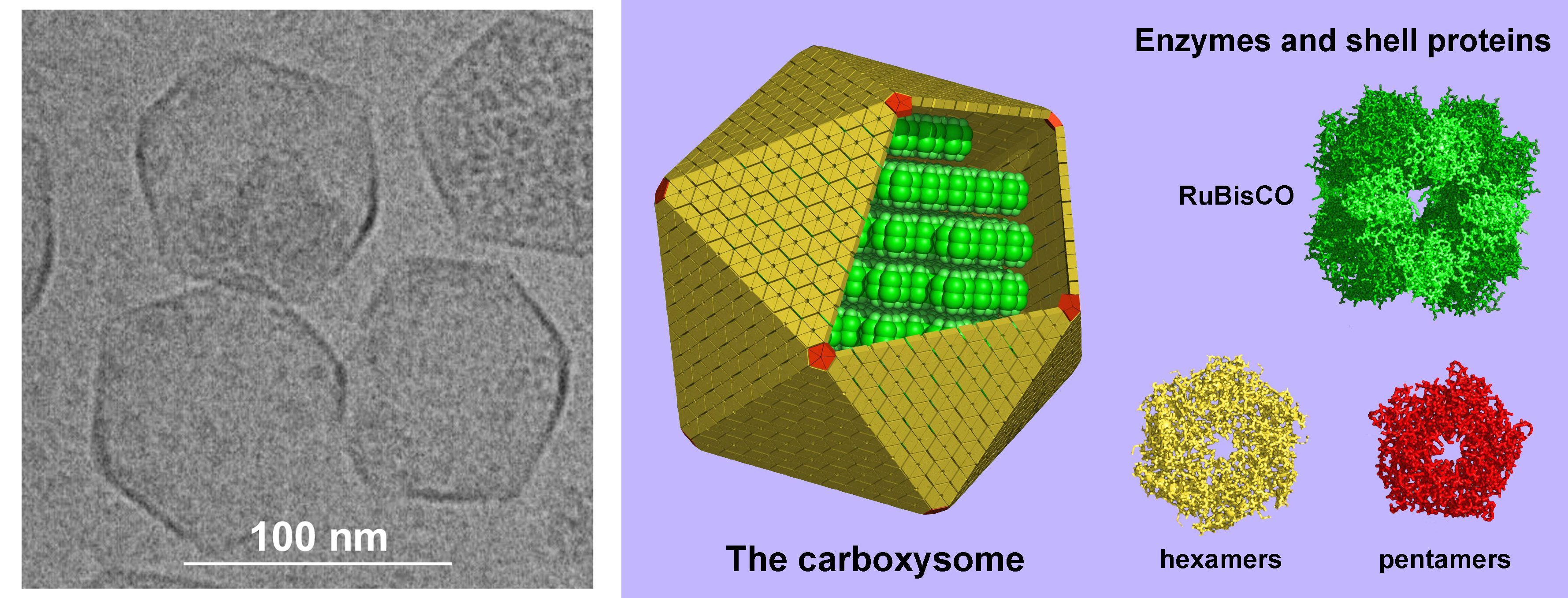
Budowa karboksysomu

Karboksysomy mają kształt ikosaedru lub zbliżony, zwykle o średnicy 80-120 nm. Zewnętrzna otoczka składa się z kilku tysięcy podjednostek białkowych. Wewnątrz znajdują się enzymy odpowiedzialne za asymilację węgla – anhydraza węglanowa i Rubisco. Struktura otoczki białkowej została poznana dzięki rentgenografii strukturalnej. Główne białko tworzące otoczkę to cykliczny heksamer, tworzący ściany wielościanu. Niewielkie pory obecne w strukturze heksamerów umożliwiają wniknięcie do środka substratów (wodorowęglanu i rybulozo-1,5-bisfosforanu) oraz wyjście produktu (3-fosfoglicerynianu). Budowa porów zapewnia aktywny transport związków wymienianych przez organellum z otoczeniem. Wśród pozostałych komponentów otoczki znajdują się pentameryczne białka, które prawdopodobnie tworzą wierzchołki ikosaedru.
Podobnie jak karboksysomy z wielu białek heksamerycznych i pentamerycznych zbudowane są liczne kapsydy wirusów, nie jest jednak jasne, czy istnieje ewolucyjny związek pomiędzy budową karboksysomów i kapsydów wirusów. Badania struktury karboksysomów wykazały, że wewnątrz otoczki znajduje się około 250 cząsteczek Rubisco tworzących trzy lub cztery koncentryczne warstwy.
Badania na mutantach Halothiobacillus neapolitanus nieposiadających Rubisco wykazały, że puste otoczki zachowują kształt, co sugeruje iż biogeneza otoczki karboksysomu i wbudowanie enzymów są dwoma niezależnymi, ale funkcjonalnie połączonymi procesami. Doświadczenia wskazują, że o możliwości wbudowania Rubisco decyduje duża podjednostka enzymu.